# Ange Diawara
Pour les articles homonymes, voir Diawara.
Ange Bidie Diawara est un officier et homme politique congolais (Congo-Brazzaville), né à Sibiti en 1941 et décédé en avril 1973.

## Biographie
Diawara interrompt ses études supérieures en Sciences économiques en 1964 pour se mettre au service de la Révolution congolaise. Il intègre la Jeunesse du parti unique, la JMNR et devient membre de la Défense civile, la garde présidentielle civile du régime de Massamba-Débat.
Durant le bras de fer entre le président Massamba-Débat et les officiers, conduits par le capitaine Ngouabi, en juillet 1968, il opte pour le second camp. Son ralliement permet de désamorcer l'affrontement entre la Défense civile, pro-Massamba-Débat, et l'armée.
Il devient premier vice-président du Conseil national de la révolution, mis en place le 4 août 1968. Il est également membre du Conseil d'État.
Après la chute de Massamba-Débat, la Défense civile est dissoute et ses éléments reversés dans l'Armée populaire nationale. Diawara devient lieutenant dans l'armée de terre.
Ange Diawara jouit alors d'une grande popularité auprès de la jeunesse pour son intégrité et son désintéressement, ses aptitudes aux arts martiaux et ses talents militaires, ainsi que pour ses capacités théoriques et sa connaissance de la théorie marxiste. Il est l'un des fondateurs du Parti congolais du travail (PCT), institué par le président Marien Ngouabi le 31 décembre 1969 et parti unique de la république populaire du Congo. Membre du bureau politique, Ange Diawara est l'une des grandes figures de l'aile gauche du PCT, avec Claude-Ernest Ndalla et Ambroise Noumazalaye.
À la suite du congrès extraordinaire du PCT convoqué par le président Ngouabi du 30 mars au 1er avril 1970, après le putsch manqué du lieutenant Kinganga, il entre au gouvernement comme ministre du Développement chargé des Eaux et Forêts.
Rapidement, il se démarque de l'entourage de Marien Ngouabi, dont il fustige l'embourgeoisement, la corruption et les tendances au népotisme. Il est le concepteur du néologisme obumitri (oligarchie bureaucratique militaro-tribaliste), qu'il popularise à travers des tracts qu'il fait distribuer dans le pays.
En décembre 1971, Diawara et ses amis tentent de mettre Marien Ngouabi en minorité lors de la session extraordinaire du Comité Central du PCT, convoquée à la suite des grèves estudiantines de novembre 1971. C'est l'échec. Il perd sa place au gouvernement et au Conseil d'État.
Le 22 février 1972, il prend la tête d'un putsch contre le président Ngouabi. Leur tentative qui sera baptisée mouvement du M 22 (en) échoue, et certains conjurés perdent la vie : Prosper Matoumpa-Mpolo, Elie Itsouhou, Franklin Boukaka, etc. Plusieurs sont arrêtés, comme Noumazalaye, Ndalla, Bongou, Kimbouala-Nkaya. Diawara et quelques rescapés prennent le maquis à quelques dizaines de kilomètres de Brazzaville, dans les environs de Goma Tsé-Tsé, village natal de sa mère dans le département du Pool.
En avril 1973, Diawara et treize de ses compagnons, dont le lieutenant Ikoko, Olouka et Bakekolo, sont capturés et abattus. Selon la plupart des témoignages, ils avaient été arrêtés au Zaïre et livrés vivants par les autorités zaïroises. Leurs cadavres sont exhibés au Stade de la Révolution, le 24 avril 1973 au cours d'une assemblée populaire tenue par le président Marien Ngouabi.
La tentative du M 22 marqua durablement les esprits au Congo, du fait de la popularité dont jouissait Diawara auprès des jeunes et de la mise en scène par le régime de son échec (procession macabre à travers Brazzaville et outrages exercés sur les cadavres), et aussi parce qu'elle demeure à ce jour l'unique entreprise politique dénuée d'arrière-pensées ethniques dans l'histoire du Congo.

## Sources
- Rémy Bazenguissa-Ganga, Les voies du politique au Congo, Karthala, 1997.
- Dominique M'Fouilou, Le Mythe d'Ange, L'Harmattan, 2006.
- Achille Kissita, Congo: trois décennies pour une démocratie introuvable, Editions S.E.D., 1993 (lire en ligne)